# (74461) 1999 CB34
(74461) 1999 CB34 – planetoida z pasa głównego asteroid okrążająca Słońce w ciągu 5,61 lat w średniej odległości 3,15 j.a. Odkryta 10 lutego 1999 roku.